# Gravifotó
En física teòrica, un gravifotó (també conegut com a gravivector) és un bosó hipotètic que apareix com a excitació del tensor mètric del camp gravitacional en un espaitemps de dimensions més grans que quatre, com les descrites en les teories Kaluza–Klein. Tanmateix, les seves propietats físiques crucials són similars a les d'un fotó (massiu) car indueix una força vectorial, a voltes anomenada "cinquena força". El potencial electromagnètic {\displaystyle A_{\mu }} emergeix d'una component extra del tensor mètric {\displaystyle g_{\mu 5}}, on el valor 5 indica la cinquena dimensió addicional.
En teories de gravetat amb supersimetria estesa (supergravetat estesa), el gravifotó és normalment un supercompany del gravitó que es comporta com un fotó i s'acobla fàcilment amb la força gravitacional. A diferència del gravitó, tanmateix, pot proporcionar una força repulsiva (així com atractiva) i per tant, tècnicament, un tipus d'antigravetat. Sota circumstàncies especials en diversos models naturals, sovint provenint de les teories 5-dimensionals esmentades, pot cancel·lar l'atracció gravitacional en el límit estàtic.